# Parahelle stuckenbergi
Parahelle stuckenbergi är en tvåvingeart som beskrevs av Evert I. Schlinger 1961. Parahelle stuckenbergi ingår i släktet Parahelle och familjen kulflugor.
Artens utbredningsområde är Madagaskar. Inga underarter finns listade i Catalogue of Life.